# فرشته‌ماهی سه‌لکه
فرشته‌ماهی سه‌لکه (نام علمی: Apolemichthys trimaculatus) نام یک گونه از سرده فرشته‌ماهیان دودی است.